# Daniel Alberto Villalva
Daniel Alberto Villalva (Caá Catí, Corrientes; 6 de julio de 1992), apodado «Keko», es un futbolista argentino. Juega como delantero y su equipo actual es Gimnasia y Tiro de Salta de la Primera Nacional.

## Trayectoria

### River Plate
Realizó su debut en la primera fecha del Clausura 2009 contra Colón de Santa Fe sustituyendo a Mauro Rosales, el partido culminaría 2-2. Al siguiente torneo marcaría su primer gol, el cual sería en la segunda fecha de dicho torneo frente a Chacarita Juniors en la victoria de su equipo por 4-3. Volvería a marcar cuatro fechas luego frente a Gimnasia y Esgrima La Plata en un empate 2-2. Su último gol en el torneo fue frente a Atlético Tucumán en la decimocuarta fecha en la victoria de su equipo por 3-1. En 2011 River Plate perdería la categoría luego de una promoción frente a Belgrano de Córdoba. Marcaría luego de casi tres años frente a Quilmes por la Copa Argentina 2011-12 en la victoria de su equipo por 2-1. Volvería a marcar frente a San Lorenzo de Almagro en otro victoria por 2-0. Su único gol en la Primera B Nacional fue frente a Guillermo Brown de Puerto Madryn de cabeza siendo el jugador de menor altura en la cancha, dicho partido culminaría empatado 2-2 por la trigesimocuarta fecha. En la vuelta de River Plate a la Primera División, le marcaría un gol a Tigre en la tercera fecha del Torneo Inicial 2012 en la victoria de su equipo por 3-2.

### Argentinos Juniors
El 6 de febrero de 2013 fue transferido en calidad de préstamo a Argentinos Juniors por un año, sin cargo y con opción de compra de 2.000.000 de dólares por el 50% del pase. Marcó su primer gol en la decimotercera fecha del Torneo Final 2013 frente a San Martín de San Juan en la derrota de su equipo por 1-2.
Al siguiente semestre le marcaría a Tigre en la quinta fecha en la victoria de su equipo por 21-0. Volvería a marcar frente a Estudiantes de La Plata en la decimosegunda fecha en otra victoria por 1-0. Dos fechas después marcó su último gol en Argentinos Juniors frente a Olimpo de Bahía Blanca en una goleada por 4-0.

### River Plate (2.ª etapa)
En diciembre de 2013 finalizó su préstamo con Argentinos Juniors. Dicho club intentó gestionar un nuevo préstamo con River Plate, pero por pedido de Ramón Díaz, se reincorporó al plantel millonario. Su primer gol en su vuelta al club fue frente a Lanús en la victoria de su equipo por 2-0, en el cual también marcaría la asistencia para el primer gol del partido. Se coronó campeón del Torneo Final 2014 con River Plate, lo que significó el trigesimoquinto título del club a nivel local.

### Tiburones Rojos de Veracruz
En la temporada 2015, fue contratado por los Tiburones Rojos de Veracruz, desde su llegada, mostró su capacidad técnica, su visión de juego y su calidad y a pesar de su corta estatura, no ha sido impedimento para ser considerado uno de los mejores jugadores del equipo.

### Querétaro
Llega a préstamo para disputar el campeonato mexicano. Tras una temporada se confirma que no seguiría en el club sin saber si debía volver al dueño de su pase o sería cedido.

### Goiás
Llega al conjunto brasilero para disputar la Copa Libertadores 2020 y el Brasileirao tras la partida del uruguayo Leandro Barcia, firma por un año hasta diciembre del 2020.

### Guaraní
Llega al conjunto paraguayo para disputar la Copa Libertadores 2021 y el Campeonato Paraguayo. Tras una acción de indisciplina fue apartado del plantel junto con Raúl Bobadilla y posteriormente se buscó la resición de su contrato.
En total disputa 3 partidos sin goles en la Copa Libertadores y 19 partidos con 2 goles en el campeonato haciendo un total de 22 partidos jugados con 2 goles.

### Ferro
Se confirmó su llegada al club de Caballito para disputar la segunda parte del Campeonato de Primera Nacional 2022. Llega en condición de libre y firma hasta el 31 de diciembre del 2023, por lo que juega lo que resta del Campeonato de Primera Nacional 2022 y el torneo siguiente. Fue convocado por primera vez al banco de suplentes el 15 de julio del 2022 siendo que se esperaba el envío del transfer que lo habilitara a jugar. Finalmente fue habilitado, integró el banco de suplentes e ingresó al partido en el minuto 19 del segundo tiempo en lugar de Lautaro Gordillo. No marcó goles.

## Estadísticas
Actualizado al 06 de marzo de 2024

| River Plate Argentina | 1.ª           | 2009          | 1   | 0  | —  | — | 0 | 0 | 1   | 0  | 0    |
| River Plate Argentina | 1.ª           | 2009/10       | 23  | 3  | —  | — | 0 | 0 | 23  | 3  | 0.04 |
| River Plate Argentina | 1.ª           | 2010/11       | 1   | 0  | —  | — | — | — | 1   | 0  | 0    |
| River Plate Argentina | 2.ª           | 2011/12       | 14  | 1  | 4  | 2 | — | — | 18  | 3  | 0.17 |
| River Plate Argentina | 1.ª           | 2012          | 9   | 1  | 0  | 0 | — | — | 9   | 1  | 0.11 |
| River Plate Argentina | Total         | Total         | 48  | 5  | 4  | 2 | 0 | 0 | 52  | 7  | 0.13 |
| Argentinos Juniors Argentina | 1.ª           | 2013          | 14  | 1  | 0  | 0 | — | — | 14  | 1  | 0.07 |
| Argentinos Juniors Argentina | 1.ª           | 2013          | 16  | 3  | 0  | 0 | — | — | 16  | 3  | 0.19 |
| Argentinos Juniors Argentina | Total         | Total         | 30  | 4  | 0  | 0 | 0 | 0 | 30  | 4  | 0.13 |
| River Plate Argentina | 1.ª           | 2014          | 12  | 1  | 1  | 0 | 0 | 0 | 13  | 1  | 0.19 |
| River Plate Argentina | Total         | Total         | 12  | 1  | 1  | 0 | 0 | 0 | 13  | 1  | 0.08 |
| Veracruz · México | 1.ª           | 2014/15       | 34  | 6  | 2  | 0 | — | — | 36  | 6  | 0.17 |
| Veracruz · México | 1.ª           | 2015/16       | 32  | 4  | 9  | 2 | — | — | 41  | 6  | 0.15 |
| Veracruz · México | 1.ª           | 2016/17       | 24  | 4  | 5  | 0 | — | — | 29  | 4  | 0.14 |
| Veracruz · México | 1.ª           | 2017/18       | 30  | 3  | 1  | 0 | — | — | 31  | 3  | 0.1  |
| Veracruz · México | Total         | Total         | 120 | 17 | 17 | 2 | 0 | 0 | 137 | 19 | 0.14 |
| Querétaro · México | 1.ª           | 2018/19       | 34  | 2  | 3  | 1 | — | — | 37  | 3  | 0.08 |
| Querétaro · México | Total         | Total         | 34  | 2  | 3  | 1 | 0 | 0 | 37  | 3  | 0.08 |
| Veracruz · México | 1.ª           | 2019/20       | 14  | 0  | 0  | 0 | — | — | 14  | 0  | 0    |
| Veracruz · México | Total         | Total         | 14  | 0  | 0  | 0 | 0 | 0 | 14  | 0  | 0    |
| Goiás · Brasil | 1.ª           | 2020          | 18  | 0  | 2  | 0 | 2 | 0 | 22  | 0  | 0    |
| Goiás · Brasil | Total         | Total         | 18  | 0  | 2  | 0 | 2 | 0 | 22  | 0  | 0    |
| Guaraní Paraguay | 1.ª           | 2021          | 19  | 2  | 0  | 0 | 3 | 0 | 22  | 2  | 0.09 |
| Guaraní Paraguay | Total         | Total         | 19  | 2  | 0  | 0 | 3 | 0 | 22  | 2  | 0.09 |
| Ferro Argentina | 2.ª           | 2022          | 10  | 0  | 0  | 0 | — | — | 10  | 0  | 0    |
| Ferro Argentina | 2.ª           | 2023          | 14  | 1  | 0  | 0 | — | — | 14  | 1  | 0.07 |
| Ferro Argentina | Total         | Total         | 24  | 1  | 0  | 0 | 0 | 0 | 24  | 1  | 0.04 |
| La Paz · México | 2.ª           | 2024          | 5   | 0  | 0  | 0 | 0 | 0 | 5   | 0  | 0    |
| La Paz · México | Total         | Total         | 5   | 0  | 0  | 0 | 0 | 0 | 5   | 0  | 0    |
| Total carrera | Total carrera | Total carrera | 314 | 32 | 27 | 5 | 5 | 0 | 345 | 37 | 0.11 |
| (1) La copa nacional se refiere a la Copa Argentina y Supercopa Argentina . (2) La copa internacional se refiere a la Copa Sudamericana, Recopa Sudamericana, Copa Libertadores y Copa Suruga Bank. |               |               |     |    |    |   |   |   |     |    |      |

## Palmarés

### Campeonatos nacionales
| Título           | Club        | País      | Año     |
| ---------------- | ----------- | --------- | ------- |
| B Nacional       | River Plate | Argentina | 2011-12 |
| Primera División | River Plate | Argentina | F-2014  |
| Copa Campeonato  | River Plate | Argentina | 2014    |
| Copa México      | Veracruz    | México    | 2016    |

## Selección nacional

### Selección Argentina Sub-17
Integró el plantel que disputó el Campeonato Sudamericano de Fútbol Sub-17 de 2009 donde fueron eliminados en la final por penales contra Brasil, pero consiguieron clasificarse para la Copa Mundial de Fútbol Sub-17 de 2009, a la que es nuevamente convocado y disputó todos los partidos, quedando finalmente eliminados en los octavos de final contra Colombia.

#### Detalle
| \| N.º \| Fecha \| Estadio \| Local \| Resultado \| Visitante \| Goles \| Asist. \| Competición \| \| ----- \| ---------- \| ------------------------------------------------ \| --------- \| ----------- \| --------- \| ----- \| ------ \| ------------------- \| \| 1[13] \| 18-04-2009 \| Estadio Tierra de Campeones, Iquique, Chile \| Argentina \| 2-0 \| Venezuela \| 0 \| 0 \| Sudamericano Sub-17 \| \| 2[14] \| 21-04-2009 \| Estadio Tierra de Campeones, Iquique, Chile \| Chile \| 1-3 \| Argentina \| 1 \| 0 \| Sudamericano Sub-17 \| \| 3[15] \| 24-04-2009 \| Estadio Tierra de Campeones, Iquique, Chile \| Argentina \| 1-1 \| Ecuador \| 1 \| 0 \| Sudamericano Sub-17 \| \| 4[16] \| 27-04-2009 \| Estadio Tierra de Campeones, Iquique, Chile \| Uruguay \| 0-2 \| Argentina \| 1 \| 0 \| Sudamericano Sub-17 \| \| 5[17] \| 09-05-2009 \| Estadio Tierra de Campeones, Iquique, Chile \| Argentina \| (5) 2-2 (6) \| Brasil \| 0 \| 0 \| Sudamericano Sub-17 \| \| 6[18] \| 24-10-2009 \| Estadio Nacional de Abuya, Abuya, Nigeria \| Honduras \| 0-1 \| Argentina \| 0 \| 0 \| Mundial Sub-17 \| \| 7[19] \| 27-10-2009 \| Estadio Nacional de Abuya, Abuya, Nigeria \| Argentina \| 2-1 \| Alemania \| 0 \| 0 \| Mundial Sub-17 \| \| 8[20] \| 30-10-2009 \| Estadio Abubarkar Tafawa Balewa, Bauchi, Nigeria \| Nigeria \| 2-1 \| Argentina \| 0 \| 0 \| Mundial Sub-17 \| \| 9[21] \| 04-11-2009 \| Gateway International, Sagamu, Nigeria \| Argentina \| 2-3 \| Colombia \| 0 \| 0 \| Mundial Sub-17 \| \| Total \| \| Presencias \| 9 \| \| Goles \| 3 \| 0 \| \| |            |                                                  |           |             |           |       |        |                     |
| N.º | Fecha      | Estadio                                          | Local     | Resultado   | Visitante | Goles | Asist. | Competición         |
| 1 | 18-04-2009 | Estadio Tierra de Campeones, Iquique, Chile      | Argentina | 2-0         | Venezuela | 0     | 0      | Sudamericano Sub-17 |
| 2 | 21-04-2009 | Estadio Tierra de Campeones, Iquique, Chile      | Chile     | 1-3         | Argentina | 1     | 0      | Sudamericano Sub-17 |
| 3 | 24-04-2009 | Estadio Tierra de Campeones, Iquique, Chile      | Argentina | 1-1         | Ecuador   | 1     | 0      | Sudamericano Sub-17 |
| 4 | 27-04-2009 | Estadio Tierra de Campeones, Iquique, Chile      | Uruguay   | 0-2         | Argentina | 1     | 0      | Sudamericano Sub-17 |
| 5 | 09-05-2009 | Estadio Tierra de Campeones, Iquique, Chile      | Argentina | (5) 2-2 (6) | Brasil    | 0     | 0      | Sudamericano Sub-17 |
| 6 | 24-10-2009 | Estadio Nacional de Abuya, Abuya, Nigeria        | Honduras  | 0-1         | Argentina | 0     | 0      | Mundial Sub-17      |
| 7 | 27-10-2009 | Estadio Nacional de Abuya, Abuya, Nigeria        | Argentina | 2-1         | Alemania  | 0     | 0      | Mundial Sub-17      |
| 8 | 30-10-2009 | Estadio Abubarkar Tafawa Balewa, Bauchi, Nigeria | Nigeria   | 2-1         | Argentina | 0     | 0      | Mundial Sub-17      |
| 9 | 04-11-2009 | Gateway International, Sagamu, Nigeria           | Argentina | 2-3         | Colombia  | 0     | 0      | Mundial Sub-17      |
| Total |            | Presencias                                       | 9         |             | Goles     | 3     | 0      |                     |

No incluye partidos amistosos.